# 日本における駐車と停車
日本における駐車と停車（にっぽんにおけるちゅうしゃとていしゃ）では、日本の道路交通関係法令による、駐車と停車について解説する。
日本の道路交通法では、駐車および停車の定義、駐停車禁止場所、時間制限駐車期間、違法駐停車に対する措置などが規定されている。さらに、自動車の保管場所の確保等に関する法律（以下、車庫法）によって、自動車の保有者に保管場所（いわゆる車庫）の確保を義務付けるとともに、路上での長時間の駐車を原則として禁じている。なお、路上駐車場について駐車場法や道路法で規制している。
本記事では主として、まず道路交通法による規制について解説した後、車庫法による規制について解説する。

## 駐車と停車の定義
道路交通法における駐車は、車両等（車両又は路面電車のこと）を継続的に停止させることであり、道路上に一時的に車を停める停車とは区別される。駐車および停車を合わせて「駐停車」と言う。

### 駐車の定義
駐車とは、次のいずれかの状態をいう（道路交通法第2条第1項第18号）。
1. 車両等が次の理由により継続的に停止すること（非放置駐車） ※運転者が運転中や乗車中、または車両等を離れず直ちに運転できる状態であっても駐車となる。
  1. 客待ち・荷待ち[注 2]
    - 「客待ち」とは、人が来るのを待つ行為である。したがって、家族や友人を待つ行為も、客待ちにあたる[1]。

  2. 5分を超える貨物の積みおろし[注 3]
  3. 故障
  4. その他の理由
2. 運転者が車両を離れて直ちに運転することができない状態にあること（放置駐車） ※停止の理由や時間を問わず駐車となる。

### 停車の定義
停車とは、車両等が停止することで駐車以外のものをいう（同法第同条第同項第19号）。具体的には、次の場合がある。
1. 人の乗降のための停止
  - 客待ち（人待ち）は、駐車となる
2. 五分を超えない貨物（荷物）の積卸しのための停止
  - 荷待ちは、駐車となる
  - 集荷、配達等の行為は、「貨物の積卸し」にはあたらない。そのため、時間によらず駐車となる[2]。
3. 法令の規定若しくは警察官の命令により、または危険を防止するための一時停止。例示すると、
  - 他との衝突その他の危険を予防し、防止し、または危険を回避するため
  - 行き違いのための待ち合わせなどのため
  - 赤信号や一時停止の道路標識、踏切の直前において
  - 道路外との出入りにおいて歩道や路側帯を横断する場合のその直前において
  - 横断歩道・自転車横断帯やその手前の直前で駐停車している他の車両の側方を通過してその前方に出ようとする直前において
  - 横断歩道・自転車横断帯、交差点、道路外との出入りや進路変更その他において、他の歩行者や優先車両等に対して
  - 乗降中の路面電車の後方において
  - 発進しようとする乗合自動車や、交差点での右左折または道路外に出るためあらかじめその場所の手前で進路変更しようとしている車両が、進路変更の合図を出している場合に譲るべき場合において
  - 交差点の近傍で緊急自動車等に避譲するため
  - 交差点等への進入および停止の禁止に従うため
  - 歩道を通行している特例特定小型原動機付自転車または普通自転車が歩行者に対して
  - 路側帯を通行している特例特定小型原動機付自転車または（自転車を含む）軽車両が歩行者に対して
  - 身体障害者等、視聴覚障害者、老人、児童、幼児などが通行・横断中のため

すなわち、上記以外の、客待ち、荷待ち、5分をこえる貨物の積みおろし、故障もしくはその他の理由による継続的な車両等の停止は、停車ではなく駐車にあたる。また、運転者が車両を離れて直ちに運転することができない状態にある場合（放置駐車）についても、停車ではなく駐車にあたる。

## 駐車と停車を禁止する場所

### 駐停車禁止の意義
道路交通法では、駐停車が禁止されている場所は、交通が複雑に交錯する場所など、危険な場所やその近傍が中心である。障害物が路上に存在する事は、著しい交通の妨害や危険を生じさせる。そのため、駐停車違反となるような場合には、法令の規定若しくは警察官の命令により、または危険を防止するため一時停止する場合を除いて、駐車はもとより、人の乗降または貨物の積卸しのための短時間の停車であっても、法規上は禁止されている。
道路交通法では、駐停車を禁止する場所と、駐車のみを禁止する場所に分けて規制している。

### 駐停車を禁止する場所

「駐停車禁止 (315)」の道路標識

車両が、以下のいずれかの場所において駐停車した場合は、駐停車違反となる（道路交通法 第44条）。ただし、法令の規定若しくは警察官の命令により、または危険を防止するため一時停止する場合を除く。
1. 駐停車禁止の道路標識・道路標示により駐停車が禁止されている場所
2. 交差点、横断歩道、自転車横断帯、踏切、軌道敷内、坂の頂上付近、勾配の急な坂またはトンネル
3. 交差点の側端または道路の曲がり角から5m以内の部分
4. 横断歩道または自転車横断帯の前後の側端からそれぞれ前後に5m以内の部分
5. 安全地帯が設けられている道路の当該安全地帯の左側の部分および当該部分の前後の側端からそれぞれ前後に10m以内の部分
6. 路線バス・特定バス・トロリーバス・路面電車の停留場を表示する標示柱または標示板が設けられている位置から10m以内の部分（当該停留場等に係る運行系統の運行時間中に限る）[注 5]
7. 踏切の前後の側端から、それぞれ前後に10m以内の部分

なお、上記1の場所を指定駐停車禁止場所といい、上記2から7までの場所法定駐停車禁止場所という。

### 駐車を禁止する場所

「駐車禁止 (316)」の道路標識

車両が、以下のいずれかの場所において駐車した場合は、駐車違反となる（道路交通法 第45条）。
1. 駐車禁止の道路標識・道路標示により、駐車が禁止されている場所
2. 人の乗降、貨物の積卸し、駐車または自動車の格納若しくは修理のため道路外に設けられた施設または場所[注 7]の道路に接する自動車用の出入口から3メートル以内の部分
3. 道路工事が行なわれている場合における当該工事区域の側端から、5m以内の部分
4. 消防用機械器具の置場もしくは消防用防火水槽の側端またはこれらの道路に接する出入口から、5m以内の部分
5. 消火栓、指定消防水利の標識が設けられている位置または消防用防火水槽の吸水口もしくは吸管投入孔から、5m以内の部分
6. 火災報知機から、1m以内の部分
7. 「駐車の方法」に従い駐車した場合に、当該車両の右側の道路（車道）上に3.5m（「駐車余地」の道路標識等により距離が指定されているときは、その距離）以上の余地がない場合。ただし、荷物の積みおろしを行なう場合で運転者がその車両を離れないとき、もしくは運転者がその車両を離れたが直ちに運転に従事することができる状態にあるとき、または傷病者の救護のためやむを得ないときを除く。

なお、上記1の場所を指定駐車禁止場所といい、上記2から7までの場所法定駐車禁止場所という。

## 駐停車の方法
道路交通法第47条には、停車または駐車の方法が定められている。以下の駐停車の方法に従って駐停車しなかった場合は、駐停車違反となる。ただし、法令の規定若しくは警察官の命令により、または危険を防止するため一時停止する場合を除く。
1. 人の乗降または貨物の積卸しのため停車するときは、できる限り道路の左側端に沿い、かつ、他の交通の妨害とならないようにする。
2. 駐車するときは、道路（車道）の左側端に沿い、かつ、他の交通の妨害とならないように駐車する。
3. ただし、車道の左側端に接して路側帯（当該路側帯における停車及び駐車を禁止することを表示する道路標示によつて区画されたもの及び政令で定めるものを除く。）がある場所で、停車し、または駐車するときは、法令に従ってその路側帯内に入り、かつ、他の交通の妨害とならないように駐停車する。
4. ただし、道路標識または道路標示により駐停車の方法の指定、または場所の特定がなされているときは、その方法に従い、またはその場所に駐停車する。

したがって、これ以外の方法、例えば歩道に駐停車する、道路の右側に駐停車するといった行為は、駐停車違反となる。

### 時間制限駐車区間における駐停車

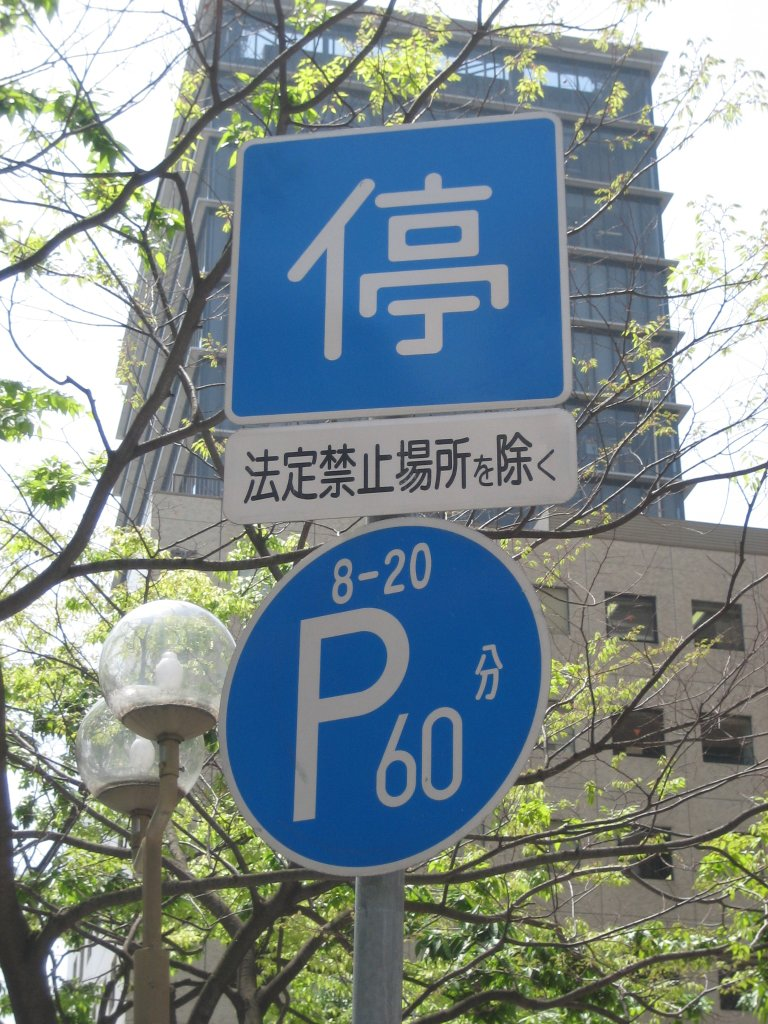
上：「停車可」（404）、下：「時間制限駐車区間」（318）の道路標識

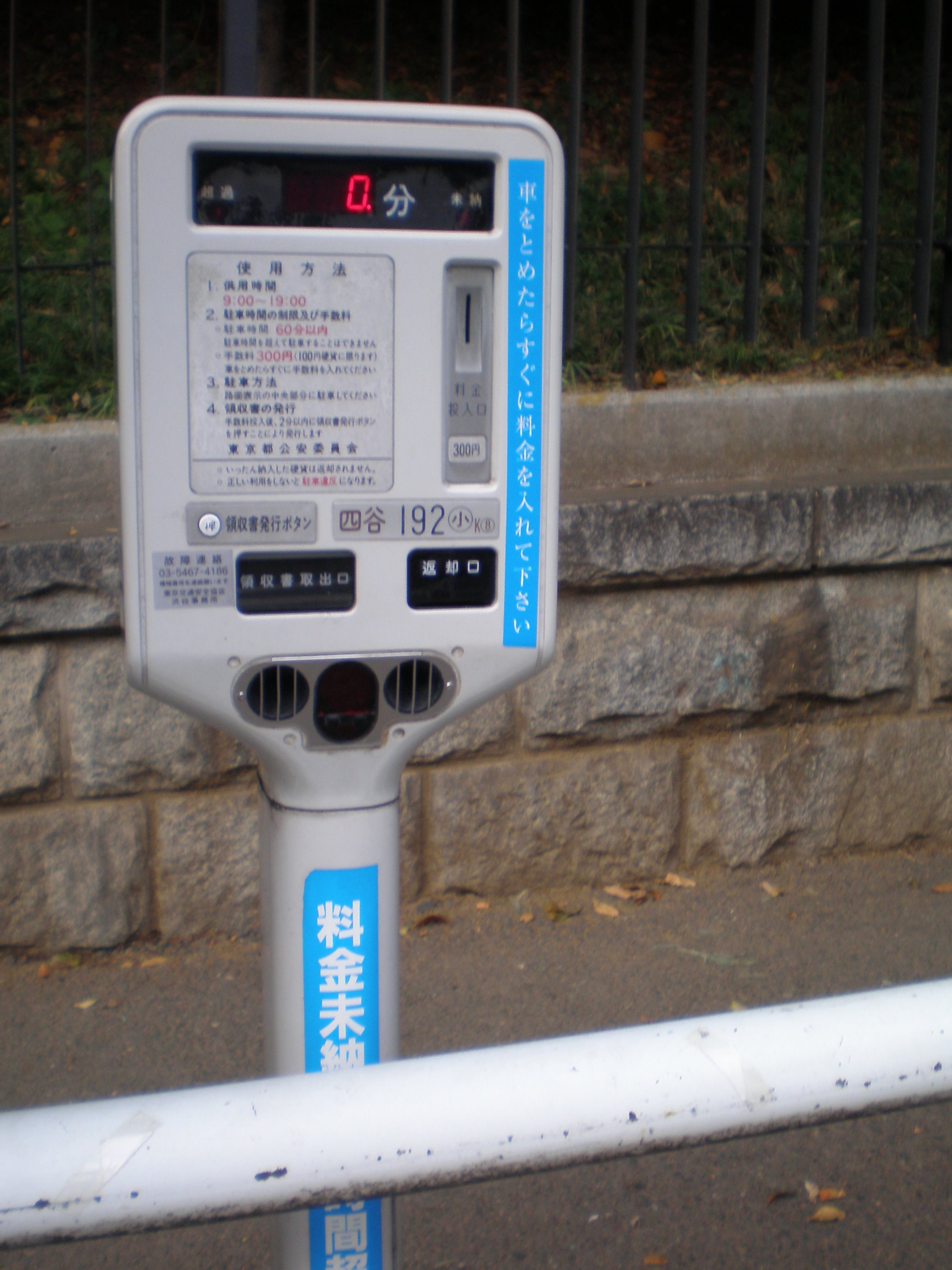
パーキング・メーター

時間制限駐車区間において駐車する場合には、以下の方法に従うことが必要である。方法によらずに駐車した場合は、駐車違反となる。なお、時間制限駐車区間においては、「駐停車を禁止する場所」、「駐車を禁止する場所」および「駐車の方法」の項は適用されない。
1. パーキングメーターが車両を感知した時、またはパーキングチケットの発給時から、道路標識等により表示されている時間を超えて継続駐車しないこと。
2. 時間制限駐車区間において道路標示等により指定されている駐車の方法に従い駐車する。
3. 駐車後速やかに、パーキングメーターを作動させ[5]、またはパーキングチケットの発給を受けて車両の前面ガラスの内側の見やすい場所に掲示する。

なお、時間制限駐車区間の法定駐停車禁止場所では、停車することもできる（同法第49条第6項）。また、時間制限駐車区間において停車する場合には、パーキング・メーターやパーキング・チケットを作動させる必要はない。
また、駐車場法に基づく路上駐車場が時間制限駐車区間にある場合で、かつ、その路上駐車場にパーキングメーターやパーキングチケットの設備が無い場合には、同設備に関する規制は適用されない。

## 駐停車禁止の適用除外

### 駐停車禁止の適用除外
以下のような場所、方法や場合等においては、「駐停車を禁止する場所」の項にかかわらず停車ができる。
1. 法令の規定若しくは警察官の命令により、または危険を防止するため一時停止する場合　（※「駐停車の方法」および「時間制限駐車区間」の項のいずれも適用除外。）
2. 路線バス[注 11]・トロリーバスがその属する運行系統に係る停留所等で乗客の乗降のため停車するとき　（※「駐停車の方法」の項には従う。「時間制限駐車区間」の項は適用除外。）
3. 「停車可」の道路標識により停車可とされている場所（※「駐停車の方法」に従う。）
4. 都道府県・方面公安委員会の規則により、駐停車禁止の指定から除外されている場合。この場合は、それらの道路標識・道路標示による効力が及ばないだけである事に注意が必要である。例えば、道路標識等が無くとも駐停車禁止となるような場合など（法定駐停車禁止場所など）には、依然として駐停車禁止である[注 12]。なお東京都の例では、駐車禁止の指定からの適用除外はあっても、駐停車禁止の指定からの適用除外は規定されていない[8]。

### 駐車禁止の適用除外
以下のような場所、方法や場合等においては、「駐車を禁止する場所」の項にかかわらず駐車ができ、駐車禁止とはならない。なお、その場合でも原則は、「駐車の方法」および「時間制限駐車区間」の項には従わなければならない。
1. 旅客運送に供用する自動車[注 13]、トロリーバスがその属する運行系統に係る停留所等で運行時間を調整するため駐車するとき（※この場合、「時間制限駐車区間」の項は適用除外となる）
2. 「駐車可」の道路標識により駐車可とされている場所
3. 警察署長に駐車の許可を受けた場合において、その条件および方法に従って駐車する場合
4. 都道府県・方面公安委員会の規則により、駐車禁止や時間制限駐車区間等の指定から除外されている場合。この場合は、それらの道路標識・道路標示による効力が及ばないだけである事に注意が必要である。例えば、道路標識等が無くとも駐（停）車禁止となるような場所や場合など（法定駐（停）車禁止場所など）には、依然として駐（停）車禁止である[注 14]。以下に東京都の場合の例を示す[9]。この場合において、所定の標章を掲出する事により除外される車両が放置駐車をする事となる場合は、運転者の連絡先または用務先を併せて掲出しなければならない[10]。大阪府では自動車、中四国では自動車（二輪車以外）の駐車が禁止されているところが多い。
  1. 警衛列自動車
  2. 災害救助、人命救助、水防活動または消防活動のため使用中の車両
  3. 緊急自動車であってその緊急用務に使用中の車両
  4. 犯罪の予防、鎮圧及び捜査、被疑者の逮捕、交通の取締り、警備活動、その他の警察活動のため警察職員が使用中の車両及び当該警察活動のため停止を求められている車両
  5. 放置車両の確認及び放置車両確認標章の取付けのため使用中の車両
  6. 電気通信事業法に基づき、電報の配達のため使用中の車両
  7. 廃棄物処理法に規定する一般廃棄物の収集のため区市町村が使用中の車両
  8. 道路や道路付属物、及び信号機、パーキング・メーター、パーキング・チケット発給設備並びに道路標識等の維持管理のため使用中の車両
  9. 公職選挙法に基づく選挙運動用または政治活動用の自動車で、街頭演説または街頭政談演説に使用中のもの
  10. 次に掲げる車両で、警察署長により許可を受け、かつ所定の標章を正しく掲出しているもの
    1. 電気、ガス、水道、電話または鉄道の各事業について緊急修復を要する工事のため使用中の車両
    2. 報道機関の緊急取材のため使用中の車両
    3. 食品衛生法に基づく臨検検査のため使用中の車両
    4. 環境基本法に基づき、国または地方公共団体が公害調査のため使用中の車両
    5. 裁判所の執行官が民事執行法に基づく強制執行等を迅速に行う必要がある場合に、その執行のため使用中の車両
    6. 区市町村の長と歯科医師会会長との歯科訪問診療に関する委託契約に基づき、歯科医師会から指定された歯科医師が往診に使用中の車両
    7. 法定の、電波の監視及び電波の質の是正並びに不法に開設された無線局及び不法に設置された高周波利用設備の探査のため使用中の車両
    8. 狂犬病予防法に基づき、東京都知事が指定した捕獲員が犬の捕獲のため使用中の車両
    9. 専ら郵便法に規定する郵便物の集配のため使用中の車両
    10. 法定の身体障害者輸送車（患者輸送車または車いす移動車）として登録を受け、歩行困難な者の輸送のため使用中の車両
    11. 急病者等に対する医師の緊急往診のため使用中の車両
    12. 上に掲げる車両のほか、公益上やむを得ないと公安委員会が認める用務のため使用中の車両

  11. 次に掲げる者（歩行困難者等）が現に使用中の車両で、警察署長により許可を受け、かつ所定の標章を正しく掲出しているもの
    1. 身体障害者手帳の交付を受けている者で、規則に定める重い等級の障害により歩行が困難な者
    2. 戦傷病者手帳の交付を受けている者で、規則に定める重い等級の障害により歩行が困難な者
    3. 東京都療育手帳（愛の手帳）の交付を受けている者で、規則に定める重い等級の障害を有する者
    4. 精神障害者保健福祉手帳の交付を受けている者で、1級の障害を有し、かつ精神通院医療に係る自立支援医療費の支給を受けている者
    5. 東京都小児慢性疾患児手帳の交付を受けている者のうち、児童福祉法の規定に基づき厚生労働大臣により色素性乾皮症の認定を受けている者（日の出から日没の間に限る）
    6. 上に掲げる者のほか、身体障害者等で歩行が困難なことにより社会生活が著しく制限されると公安委員会が認める者
5. 災害対策基本法第76条に基づく緊急通行車両以外の車両の通行の禁止または制限が行われた道路の区間または区域内において、当該車両を速やかに当該区間の外または道路外に移動する事が困難な場合に、緊急通行車両の通行の妨害とならない方法により当該区間内または区域内に駐車する場合（「駐車の方法」および「時間制限駐車区間」の項は適用除外）

## 高速道路における駐停車
道路交通法第75条第8項により、高速道路（高速自動車国道および自動車専用道路のこと）においては、上記にかかわらず、以下の例外となる場合を除いて、駐停車禁止である。
1. 法令の規定若しくは警察官の命令により、または危険を防止するため一時停止する場合。
2. 駐車の用に供するため区画された場所において停車し、または駐車するとき。
  - 駐車の用に供するため区画とは、サービスエリアやパーキングエリアなどにおける、駐停車枠のこと示している。「区画」された場所であることが必要であるため、たとえ、サービスエリアやパーキングエリア内であっても、駐車枠以外の場所は駐停車禁止となる[11]。
3. 故障その他の理由により停車し、または駐車することがやむを得ない場合において、停車または駐車のため十分な幅員がある路肩または路側帯に停車し、または駐車するとき。
4. 路線バス・特定バスが、その属する運行系統に係る停留所において、乗客の乗降のため停車し、または運行時間を調整するため駐車するとき。
5. 料金支払いのため料金徴収所において停車するとき。

加速車線・減速車線・登坂車線においても駐停車禁止である。本線車道・加速車線・減速車線・登坂車線やその路側帯・路肩等（以下、本線車道等とその近傍と略す）での駐停車（最低速度違反を含む）は、法令の規定若しくは警察官の命令により、または危険を防止するため一時停止する場合を除いて、非常に危険な行為である。特に、路肩や非常駐車帯、トンネル内で故障や休養などのために漫然と駐停車している自動車に後続車が激突するなど重大事故が多発している（ただし、後続車の責任も免れる訳ではない）。
本線車道等とその近傍においては、路側帯・路肩、非常駐車帯などの中に駐停車していたとしても、脇見や居眠りなどの後続車が突入・激突する重大事故が多く発生している。
なお、本線車道等とその近傍において、渋滞や混雑など（法令の規定若しくは警察官の命令により、または危険を防止するため）により、一時停止または徐行もしくは、本線車道を最低速度制限未満の速度で通行するなどの場合においても、後続車の注意を喚起し追突事故を防止するために、非常点滅表示灯を点灯させる事が、法令上の規定はないが、事実上推奨されている。

## 違法停車および違法駐車に対する措置

### 違反に対する措置
車両（トロリーバスを除く）が、違法停車および違法駐車を行った場合、下記の措置が行われる。
違法停車に対する措置

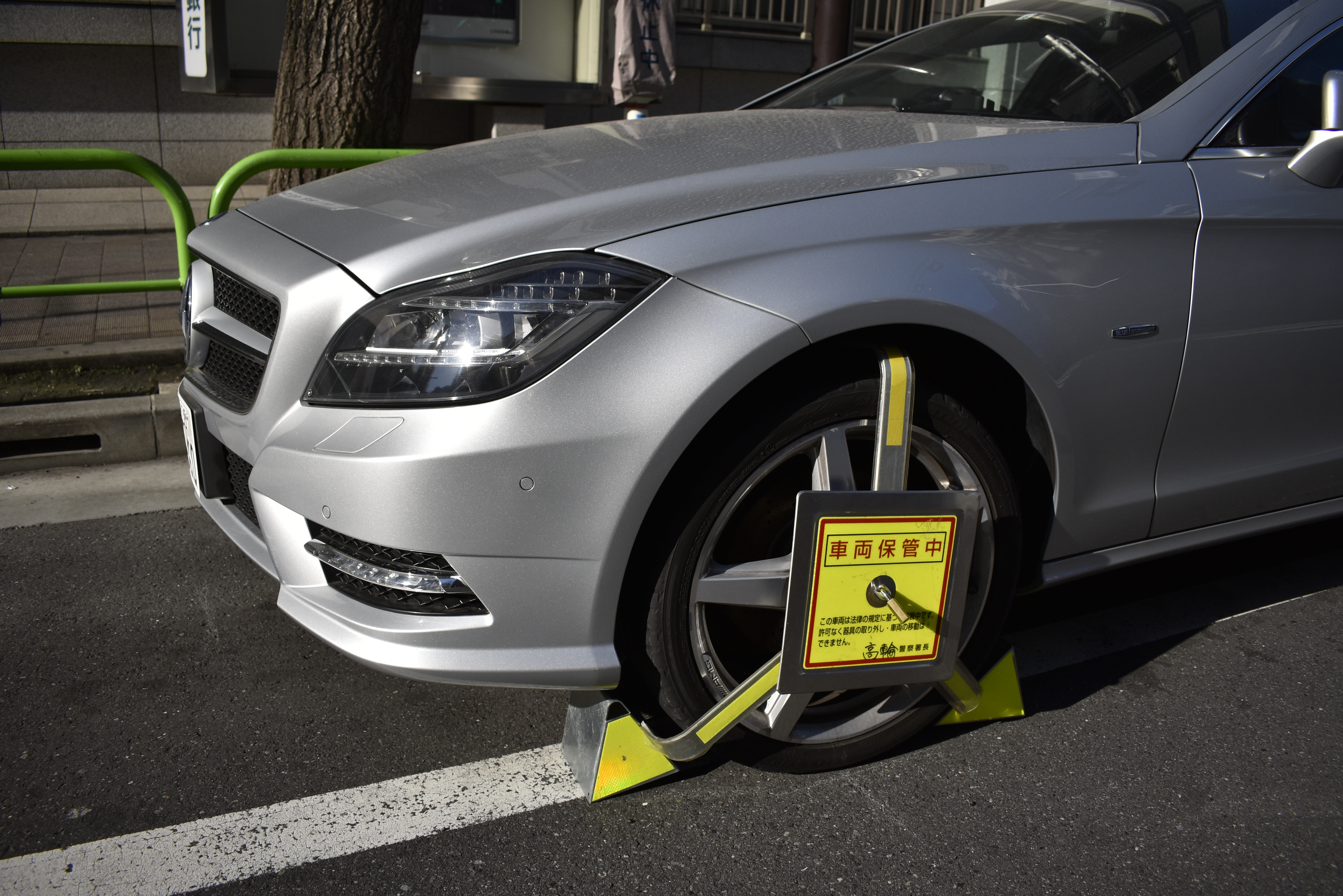
車輪止め（2020年3月6日撮影）

- 警察官または交通巡視員による、移動命令、停車の方法の変更命令
- 罰金または反則金

#### 駐車違反に対する措置
- 警察官による移動命令
- 一時的移動（レッカー移動を含む）
- 車輪止め（車輪止め区間内に限る）[注 15]
- 放置車両確認の民間委託（駐車監視員）
- 自動車の使用者に対する違反車両の使用制限命令
- 使用者責任を負わせる[13]（放置違反金制度）

### 違反への制裁
駐停車違反の際に、次の条件に該当した場合には、交通違反の罰則や反則金、行政処分の基礎点数が加重される（以下の加重は、それぞれ併科される）。
1. 放置駐車であった場合
2. 駐車および停車が禁止されている場所（駐停車禁止場所。停車の項目を参照）にて違反した場合
3. 高齢運転者等専用駐車区間において一般車両が違反した場合[注 16]

放置駐車の「放置」については具体例として、運転者が放置車両から数メートル離れた公衆電話ボックスの中に居るような場合、（停止車両の運転者を即時に誰何できる訳ではないため、）「車両等を離れて直ちに運転することができない状態」である（判例）。
また、放置駐車車両については2006年6月より放置違反金制度の対象となった。日本における2008年度に取り締まられた駐車違反は、275万件である。
なお、交差点等への進入および交差点等での停止禁止の規制は、駐停車禁止の規制とは法的根拠を別にする。「交差点等への進入および停止の禁止」を参照。
- 駐停車禁止場所への放置駐車　3点　反則金または放置違反金　普通車は18,000円
- 駐停車禁止場所へのその他の違反　2点　反則金　普通車は12,000円
- 交差点等進入禁止違反　1点　反則金　普通車は6,000円

駐車は道路交通の阻害、交通渋滞、交通事故の原因となることがある。そのため法令で定められた一定の場所については駐車が禁じられている。

### 日本におけるレッカー移動第一号
駐車違反によるレッカー移動第一号は、1960年（昭和35年）12月26日に東京都中央区築地の交差点で摘発された「4 に 5081」という登録番号を持つライトバンである。なお、警察側も不慣れなことから移動には30分もかかった。

## 交差点等への進入および停止の禁止
また、駐停車禁止等の規制とは別に、車両等の交差点等への進入および交差点等での停止を禁止する規制がある。これは、以下の場所において車両等が、その場所での停止を禁止するとともに、その場所で停止する事になるおそれがある場合は、予めその場所への進入を禁止するものである。
この場合、法令の規定による、または危険を防止するための一時停止であっても、禁止場所に停止すれば原則として違反となる。
1. 交通整理の行われている交差点（停止線の道路標識・道路標示がある場合はそれを超えた部分）
交通整理の行われている交差点とは、赤信号・青信号による信号機が交差点の各方向にあるものである。赤の点滅信号と黄色の点滅信号による信号機のみ設置されている交差点や、横断歩道のための信号機（押しボタン式信号機など）は、交通整理の行われていない交差点となる。
なお、交差点内に入っていても、交差道路から直進または右左折する車両等の妨害となる可能性がない場合、違反とはならない。
2. 横断歩道、自転車横断帯、踏切、または「停止禁止部分」の道路標示によって区画された部分

## 駐車禁止除外標章掲示車両の駐車違反
駐車禁止除外標章は、歩行困難者が現に利用している場合に限り定められた方法で駐車することに限られるにも関わらず、悪用がされることが多く、特に都市部においては社会問題化し逮捕者が出ている。なお、駐車禁止除外標章を掲示していても、道路交通法により定められた駐車禁止の適用を受ける場合は、路上駐車した場合には、違反となり反則金を支払うこととなる。
具体的な、摘発事例を下記に示す。
- 大阪府警は2006年10月30日、日本生命社員を車庫法違反の疑いで逮捕した。同社の女性社員2人も同容疑で書類送検する方針。 御堂筋を担当していた駐車監視員が「標章を置いた車3台が毎日止まっている」と府警に連絡して発覚した。 容疑者は、御堂筋に面した勤務先に私有車で出勤した際に標章を車内の運転席前に置き、仕事が終わるまで違法駐車を 繰り返した。知人女性から標章を借りて使っていた[16]。
- 大阪府警南署などは2007年5月29日までに、車庫法違反などの疑いで、大阪市中央区島之内の容疑者を逮捕した。容疑者は、身体障害者である父親の駐車禁止除外指定車の標章を、実際には介護していないのに自分の乗用車に掲示し、自宅近くの路上に駐車した。父親とは別居しており、不正使用を繰り返していた[17]。
- 大阪府警駐車対策課と曽根崎署は2011年3月9日、障害がある父親の「駐車禁止除外指定車標章」を悪用し、 通勤で路上駐車を繰り返したとして自動車保管場所法違反で、 旅行大手「阪急交通社」社員を逮捕した。容疑者は勤務先近くの路上にマイカーを駐車し通勤。容疑は、腎臓機能障害で歩行困難の父親が交付された標章を自分の乗用車に掲げ、大阪市北区野崎町の路上に駐車し、道路を車の保管場所に使用した[18]。
- 愛知県警は2012年3月13日、｢駐車禁止除外標章｣を偽造し、駐車監視員の業務を妨害したとして、名古屋市内に在住する男3人を偽計業務妨害容疑で逮捕した。逮捕された3人は、名古屋市内の繁華街でクルマを路上駐車した際、偽造した駐車禁止除外標章を提示。取り締りを行う駐車監視員の確認を妨害した[19]。
- 兵庫県警の2013年の｢駐車禁止除外指定車標章｣を不正に使った駐車違反の取り締まり件数は167件であった[15]。

## 車庫法による取り締まり
上述した道路交通法による規制とは独立に、自動車の保管場所の確保等に関する法律（車庫法、保管場所法）により、下記の行為は禁止されている（二輪の自動車を除く）。なお、交通反則通告制度の対象外であり、必要に応じて刑事捜査が行われる。
1. 道路上の場所を、自動車の保管場所として使用した場合。（道路の車庫代わり使用、同法第11条第1項）
  - 3月以下の懲役または20万円以下の罰金。運転免許の行政処分基礎点数3点も付加される。
2. 同一の場所に12時間以上駐車し、または夜間（日没時から日出時までの時間をいう。）に8時間以上駐車した場合。（道路における長時間駐車、同法第11条第2項）
  - 20万円以下の罰金。運転免許の行政処分基礎点数2点も付加される。

なお、適用除外としては、上記の「公安委員会の規則により、駐車禁止や時間制限駐車区間等の指定から除外されている場合」に類似した場合として、自動車の保管場所の確保等に関する法律施行令第4条に規定されている（詳細は法令参照）。
日本で1962年に制定された自動車の保管場所の確保等に関する法律は、当時、他国にはみられないもので非常に先進的な法律と評価されていた。